# Ignazio Lodato
Ignazio Lodato (Eboli, 5 novembre 1886 – 14 ottobre 1953) è stato un politico italiano.

## Biografia
Esponente campano della Democrazia Cristiana, è eletto Senatore della Repubblica Italiana nella I Legislatura, restando in carica dal 1948 al 1953, anno della sua morte.